# Brănișca (gmina)
Brănișca – gmina w Rumunii, w okręgu Hunedoara. Obejmuje miejscowości Bărăștii Iliei, Boz, Brănișca, Căbești, Furcșoara, Gialacuta, Rovina, Târnava i Târnăvița. W 2011 roku liczyła 1767 mieszkańców.